# Jet (periodico)
Jet è un periodico statunitense commercializzato ai lettori afroamericani ora distribuita in formato digitale. Fu fondato nel 1951 da John H. Johnson della Johnson Publishing Company a Chicago, nell'Illinois, come settimanale. Inizialmente pubblicizzato come "The Weekly Negro News Magazine", Jet ha raccontato fin dall'inizio il movimento per i diritti civili, incluso l'omicidio di Emmett Till, il boicottaggio dei bus a Montgomery e le attività del leader dei diritti civili Martin Luther King.
Pubblicato in un formato di dimensioni ridotte dal suo inizio nel 1951, Jet stampò principalmente in bianco e nero fino al numero del 27 dicembre 1999. Nel 2009 cambiò periodicità ma nel giugno 2014 terminò la versione cartacea, proseguendo esclusivamente come rivista digitale su app. Nel 2016 Johnson Publishing ha venduto Jet e la sua consociata Ebony alla società di private equity Clear View Group. La casa editrice è ora la Ebony Media Corporation.

## Storia
Il periodico Jet fu fondato nel 1951. Jet divenne noto a livello nazionale nel 1955 con la sua copertura scioccante e grafica dell'assassinio di Emmett Till, un ragazzo afroamericano che venne brutalmente assassinato per motivi razziali nella cittadina di Money, Mississippi. La sua diffusione fu rafforzata dalla sua continua copertura del nascente movimento per i diritti civili.
Nel maggio 2014, la pubblicazione ha annunciato che l'edizione cartacea sarebbe stata interrotta e sarebbe passata a un formato digitale a giugno.
Nel giugno 2016, dopo 71 anni, Jet e la sua pubblicazione sorella Ebony (ma non i loro archivi fotografici) sono stati venduti da Johnson Publishing a Clear View Group, una società di private equity con sede ad Austin, in Texas, per un importo non divulgato. Nel luglio 2019, tre mesi dopo che la Johnson Publishing ebbe presentato domanda per la liquidazione per fallimento, i suoi archivi fotografici di Jet ed Ebony furono venduti a un consorzio di fondazioni che li avrebbe resi disponibili al pubblico.

## Contenuti
Jet conteneva consigli di moda e bellezza, notizie di intrattenimento, consigli per appuntamenti galanti, politica, consigli sulla salute e guide dietetiche, oltre a coprire eventi come sfilate di moda. La foto di copertina di solito corrispondeva all'argomento del servizio principale. Alcuni esempi di storie di copertina furono il matrimonio di una celebrità, la festa della mamma o il riconoscimento dei successi di un afroamericano famoso. A molte questioni venne data copertura per mostrare alla comunità afroamericana che se vogliono raggiungere un obiettivo, devono essere disposti a impegnarsi per esso. Jet afferma anche di dare fiducia alle giovani donne adulte e alla loro forza perché le donne in esse contenute sono forti e di successo senza l'aiuto di un uomo. Dal 1952, Jet ha la "Beauty of the Week": una fotografia di una donna afroamericana in costume da bagno (un pezzo o due pezzi, ma mai nuda), insieme al suo nome, luogo di residenza, professione, hobby e interessi. Molte donne non erano modelle professioniste e spedivano le loro foto al periodico per la pubblicazione; lo scopo di questa rubrica era promuovere la bellezza delle donne afroamericane.
Come l'altro principale periodico "nero", Essence, Jet critica regolarmente il razzismo nei mass media mainstream, specialmente nelle rappresentazioni negative di uomini e donne neri. Tuttavia Hazell e Clarke riportano che Jet ed Essence nel 2003–4 stessi pubblicarono pubblicità che era pervasa di razzismo e supremazia bianca.